# Elpidio
Elpidio  è un nome proprio di persona italiano maschile.

## Varianti
- Maschili: Erpidio[6], Alpidio[6], Lepidio (arcaica),[7] Lupidio (arcaica)[7]
  - Ipocoristici: Idio[8]
- Femminili: Elpidia[2][3][6]

### Varianti in altre lingue
- Basco: Elbidi[9]
- Catalano: Elpidi[9]
- Greco antico: Ἐλπίδιος (Elpidios)[4][6]
  - Femminili: Ἐλπιδία (Elpidia)
- Latino: Elpidius[1][3][4][6][9], Helpidius[6]
- Polacco: Elpidiusz
- Portoghese: Elpídio[4]
- Spagnolo: Elpidio[4][9]

## Origine e diffusione
Deriva dal nome greco Ἐλπίδιος (Elpidios), basato sul termine ἐλπὶς (elpis, "speranza"); il suo significato, analogo a quello di nomi quali Nadežda, Toivo, Hope, Tesfaye e Speranza, può essere interpretato come "pieno di speranza", "che ha speranza".
È diffuso principalmente nelle Marche, per via del culto verso sant'Elpidio abate, e in Campania, grazie alla venerazione verso sant'Elpidio, vescovo di Atella.

## Onomastico
L'onomastico si può festeggiare in memoria di vari santi, tra i quali, alle date seguenti:
- 4 o 7 marzo, sant'Elpidio, vescovo e martire con altri compagni nel Chersoneso[10][11][12]
- 18 o 19 aprile, sant'Elpidio o Espedito, martire assieme a sant'Ermogene a Melitene[10][11][12]
- 1º giugno, sant'Elpidio, martire con altri compagni a Roma[11]
- 18 giugno, sant'Elpidio, martire a Brioude[10]
- 1º settembre (o anche 9 febbraio o 24 maggio), sant'Elpidio (o Arpino), sacerdote in Africa e poi vescovo di Atella[10][12]
- 2 settembre, sant'Elpidio, abate ed eremita sul Monte Luca in Cappadocia[4][10][12]
- 2 settembre, sant'Elpidio, vescovo di Lione[10][12]
- 16 novembre, sant'Elpidio, martire con altri compagni nei pressi del Carmelo sotto Giuliano l'Apostata[5][9][10][12]

## Persone
- Elpidio, funzionario romano
- Elpidio, nobile bizantino
- Elpidio Coppa, calciatore italiano
- Elpidio Jenco, politico italiano

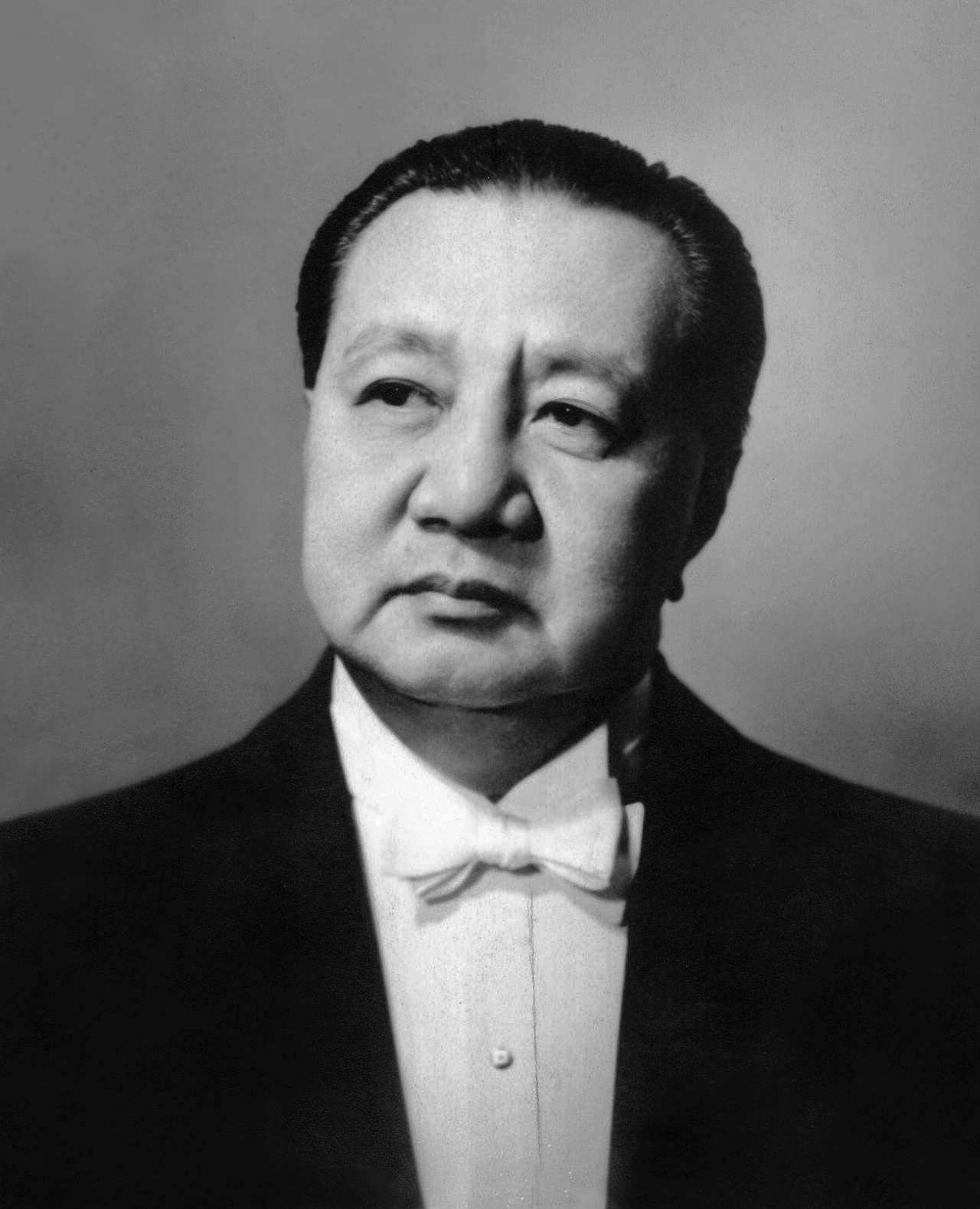
Elpidio Quirino

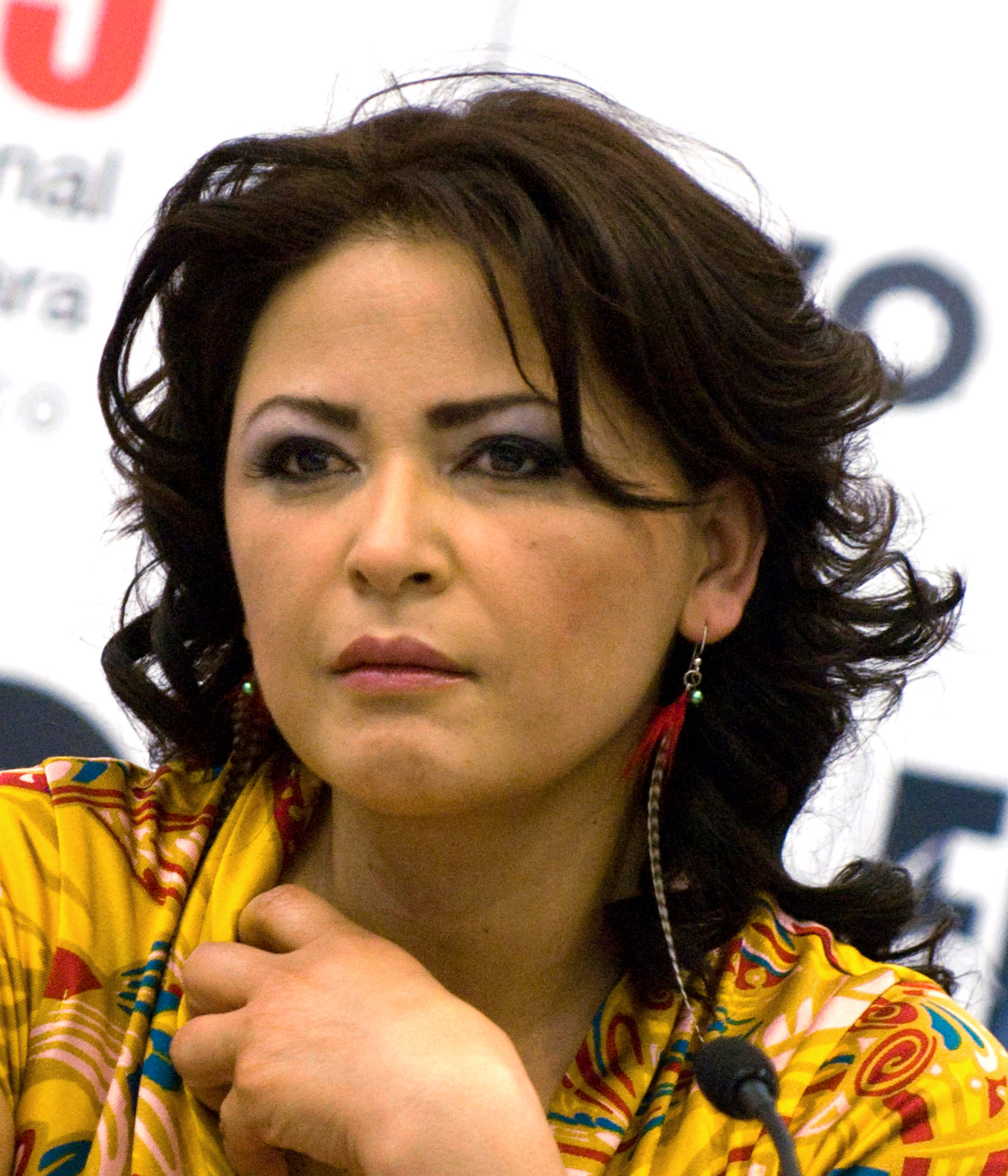
Elpidia Carrillo

- Elpidio Quirino, politico filippino

### Variante maschile Elpídio
- Elpídio Barbosa Conceição, calciatore brasiliano
- Elpídio Silva, calciatore brasiliano

### Variante femminile Elpidia
- Elpidia Carrillo, attrice messicana
- Elpidia Sorbo, vero nome di Pia Velsi, attrice e cantante italiana